# Rounds
Rounds – konstruktor samochodów wyścigowych funkcjonujący pod koniec lat 40., założony przez Nathana Roundsa.

## Historia
Firma została założona przez Nathana Roundsa – określanego jako „sportowiec” lub „mechanik”. Rounds poprosil Lesovsky'ego i Deidta o pomoc przy zaprojektowaniu samochodu na wyścig Indianapolis 500. W założeniu Roundsa pojazd ten miał mieć napędzający tylne koła silnik umieszczony centralnie – pierwsze takie rozwiązanie w historii Indianapolis 500. Projekt modelu Rocket został ukończony późno, w związku z tym był testowany tylko raz. W kwalifikacjach do Indianapolis 500 1949 Bill Taylor osiągnął o 16 mph mniejszą prędkość niż w trakcie wcześniejszego testu i nie zdołał się zakwalifikować. W 1950 roku kierowcą był Bill Vukovich, ale również nie zakwalifikował się.

## Wyniki w Indianapolis 500
| Legenda oznaczeń w tabelach wyników Wyświetl szablon na nowej stronie | Legenda oznaczeń w tabelach wyników Wyświetl szablon na nowej stronie                                                                     |
| Oznaczenie                                                            | Wyjaśnienie |
| --------------------------------------------------------------------- | --- |
| Złoty                                                                 | Zwycięzca lub mistrzostwo |
| Srebrny                                                               | 2. miejsce lub wicemistrzostwo |
| Brązowy                                                               | 3. miejsce lub II wicemistrzostwo |
| Zielony                                                               | Ukończył, punktował (w klasyfikacji generalnej, gdy zdobył co najmniej jeden punkt na przestrzeni sezonu, poza trzema powyższymi opcjami) |
| Niebieski                                                             | Ukończył, nie punktował (w klasyfikacji generalnej, gdy nie zdobył co najmniej jednego punktu na przestrzeni sezonu)                      |
| Czerwony                                                              | Nie zakwalifikował się (NZ) |
| Czerwony                                                              | Nie prekwalifikował się (NPK) |
| Różowy                                                                | Nie ukończył (NU) |
| Różowy                                                                | Niesklasyfikowany (NS) (w klasyfikacji generalnej, gdy nie został sklasyfikowany w żadnym wyścigu sezonu)                                 |
| Czarny                                                                | Zdyskwalifikowany (DK) |
| Czarny                                                                | Wykluczony (WYK/EX) |
| Biały                                                                 | Nie wystartował (NW) |
| Biały                                                                 | Kontuzjowany (K/INJ) |
| Biały                                                                 | Wyścig odwołany (OD/C) |
| Bez koloru                                                            | Został wycofany (WYC/WD) |
| Bez koloru                                                            | Nie przybył (NP/DNA) |
| Bez koloru                                                            | Nie brał udziału w treningach (NT/DNP) |
| Bez koloru                                                            | Nie został zgłoszony (–) |
| Pogrubienie                                                           | Start z pole position |
| Kursywa                                                               | Najszybsze okrążenie wyścigu |
| †                                                                     | Nie ukończył, ale jego rezultat został zaliczony ze względu na przejechanie więcej niż 90% dystansu wyścigu.                              |
| *                                                                     | Sezon w trakcie |
| 1/2/3                                                                 | Punktowana pozycja w sprincie kwalifikacyjnym                                                                                             |
| Lista systemów punktacji Formuły 1                                    | |

| Rok  | Kierowca      | Nr | Kwal. | Wynik | Okr. | Lider | Uwagi |
| ---- | ------------- | -- | ----- | ----- | ---- | ----- | ----- |
| 1949 | Bill Taylor   | 51 | NZ    |       |      |       |       |
| 1950 | Bill Vukovich | 87 | NZ    |       |      |       |       |